# Ронкс (Пенсільванія)
Ронкс (англ. Ronks) — переписна місцевість (CDP) в США, в окрузі Ланкастер штату Пенсільванія. Населення — 391 особа (2020).

## Географія
Ронкс розташований за координатами 40°1′42″ пн. ш. 76°10′34″ зх. д. / 40.02833° пн. ш. 76.17611° зх. д. (40.028441, -76.176080).  За даними Бюро перепису населення США в 2010 році переписна місцевість мала площу 1,72 км², з яких 1,72 км² — суходіл та 0,00 км² — водойми.

## Демографія
Згідно з переписом 2010 року, у переписній місцевості мешкали 362 особи в 142 домогосподарствах у складі 92 родин. Густота населення становила 210 осіб/км².  Було 147 помешкань (85/км²).
Расовий склад населення:
| - 96,4 % — білих - 1,9 % — чорних або афроамериканців - 1,4 % — осіб інших рас |

До двох чи більше рас належало 0,3 %. Частка іспаномовних становила 3,0 % від усіх жителів.
За віковим діапазоном населення розподілялося таким чином: 24,0 % — особи молодші 18 років, 60,8 % — особи у віці 18—64 років, 15,2 % — особи у віці 65 років та старші. Медіана віку мешканця становила 35,9 року. На 100 осіб жіночої статі у переписній місцевості припадало 97,8 чоловіків;  на 100 жінок у віці від 18 років та старших — 95,0 чоловіків також старших 18 років.
Середній дохід на одне домашнє господарство  становив 62 914 долари США (медіана — 60 577), а середній дохід на одну сім'ю — 66 294 долари (медіана — 61 923). Медіана доходів становила 43 693 долари для чоловіків та 26 964 долари для жінок. 
Цивільне працевлаштоване населення становило 246 осіб. Основні галузі зайнятості: транспорт — 22,4 %, роздрібна торгівля — 22,4 %, мистецтво, розваги та відпочинок — 20,3 %, виробництво — 18,3 %.